# Delsberger Becken
Das Delsberger Becken, von den Einheimischen schlicht La Vallée (das Tal) genannt, ist ein Längstal im Schweizer Jura und bildet die grösste Tertiärmulde in diesem Gebirge. Es gehört politisch zum Bezirk Delémont im Kanton Jura und wird von der Birs (französisch: Birse) zum Rhein entwässert. Wichtigster Ort ist Delémont (deutsch: Delsberg), der Hauptort des Kantons Jura. Die Talschaft weist eine Fläche von ungefähr 110 km² auf.

## Geographie
Das Delsberger Becken erstreckt sich rund 24 km in Richtung West-Ost; die maximale Breite beträgt im Bereich von Delémont 5 km. Der Talboden liegt stets im Bereich zwischen 400 m und 500 m ü. M. Das Becken reicht von Glovelier im Westen bis nach Mervelier im äussersten Osten. Es wird durch zwei verhältnismässig niedrige, aber weit in die Talschaft vorstossende Querfalten bei Develier und Vicques in drei Teilbecken gegliedert:
- das westliche Teilbecken im Bereich von Glovelier und Bassecourt
- das mittlere und weitaus grösste Teilbecken mit der Ebene um Delémont
- das östliche Teilbecken im Bereich von Courchapoix bis Mervelier, das auch den Namen Val Terbi trägt.

Ferner gibt es mit dem Montchaibeux (627 m ü. M.) und dem Sur Chaux (614 m ü. M.) zwei isolierte Hügel im Becken.
Wichtigstes Fliessgewässer des Delsberger Beckens ist die Birs, welche die Talschaft an der breitesten Stelle von Süd nach Nord durchquert und in die angrenzenden Höhenzüge tiefe Klusen eingegraben hat. Sie tritt durch die Klus von Choindez bei Courrendlin in das Becken ein und verlässt sie nordöstlich von Delémont durch die Klus von Vorbourg. Der östliche Teil des Delsberger Beckens wird durch die Scheulte (deutsch: Scheltenbach), der westliche Teil durch die Sorne mit ihrem Seitenbach Tabeillon entwässert. Beide Flüsse nehmen auf ihrer Wegstrecke durch das Becken verschiedene kurze Seitenbäche auf und münden kurz nacheinander bei Delémont in die Birs.
Begrenzt wird das Delsberger Becken auf allen Seiten von 800 m bis 1100 m hohen Bergrücken. Auf der Westseite sind dies der Höhenzug von Mont Russelin (bis 951 m) und Caquerelle, auf der Nordseite die Höhen von Les Ordons (995 m), Plain de la Chaive (930 m) und Fringelikette (bis 947 m) und im Osten der Grand Mont (1073 m). Die südliche Abgrenzung bilden von West nach Ost die Höhen von Saulcy (1025 m), Mont (bis 1133 m) und Montchemin (870 m) sowie optisch der hohe Kamm des Mont Raimeux (1302 m), der jedoch hinter dem wesentlich niedrigen Höhenzug im Bereich der Tiergartenschlucht liegt.

## Geologie
Geologisch gesehen bildet das Delsberger Becken eine breite Synklinale im Faltenjura; die umgebenden Antiklinalen weichen hier weit auseinander. Die nördliche Begrenzung bilden die Vorbourg- respektive Fringeliantiklinale (Teil der Lomont-Antiklinale); im Süden liegt die Antiklinale von Mont und Tiergarten. Die westliche und östliche Abgrenzung fällt mit Störungslinien zusammen, die als südliche Ausläufer der Störungen des Oberrheingrabens angesehen werden können.
Die Mulde des Delsberger Beckens ist mit tertiären Sandstein- und Mergelschichten angefüllt, welche zur Hauptsache Sedimente aus dem Miozän und Oligozän darstellen. Es handelt sich dabei um Molassesedimente, die von Flüssen aus den Vogesen vor der Jurafaltung hierher verfrachtet wurden. Darüber legten sich quartäre Ablagerungen fluvialen Ursprungs. An den bewaldeten Hängen treten die kompetenten Kalkschichten aus der oberen Jurazeit (Malm) zutage.

## Bevölkerung
Das Delsberger Becken zählt rund 31'700 Einwohner (Ende 2004). Es bildet die Kernlandschaft des Kantons Jura; Hauptort ist Delémont mit 12'739 Einwohnern. Die Talschaft setzt sich aus 16 Gemeinden zusammen (Ende 2012). Von Westen nach Osten sind dies: Glovelier, Boécourt, Bassecourt, Courfaivre, Develier, Courtételle, Delémont, Rossemaison, Châtillon, Courrendlin, Courroux, Vicques, Courchapoix, Corban, Montsevelier und Mervelier.
Die Entwicklung der Bevölkerungszahl des Delsberger Beckens verlief verhältnismässig kontinuierlich. Markante Zuwachsraten wurden insbesondere von 1950 bis 1970 verzeichnet. Anders als in den übrigen jurassischen Talbecken resultierte die Wirtschaftskrise der 1970er-Jahre nur in einer Stagnation, nicht aber in einer Abnahme der Bevölkerungszahl. In die gleiche Zeit fiel die Erhebung von Delémont zum Hauptort des neu gegründeten Kantons Jura (1979) und dadurch eine Ankurbelung der wirtschaftlichen Lage des Talbeckens. Seither wurde ein weiteres Bevölkerungswachstum beobachtet.

## Wirtschaft
Die grösseren Gemeinden des Delsberger Beckens sind verhältnismässig stark industrialisiert. Heute herrschen die Industriebranchen Metallbau, Maschinenbau, Feinmechanik, Kunststoffproduktion, Herstellung von elektronischen Geräten und Holzverarbeitung vor. Auch die Uhrenindustrie mit Zulieferbetrieben hat noch eine gewisse Bedeutung. Die kleineren Dörfer der Talschaft, insbesondere im Val Terbi, sind landwirtschaftlich geprägt. Die fruchtbaren Böden des Delsberger Beckens werden intensiv für Ackerbau, Obstbau, Milchwirtschaft und Viehzucht genutzt.

## Verkehr
Verkehrstechnisch ist das Delsberger Becken gut erschlossen. Delémont ist ein Verkehrsknotenpunkt an den Verkehrswegen von Basel nach Biel. Von der Hauptachse Basel-Biel zweigen hier Hauptstrassen nach Porrentruy, La Chaux-de-Fonds und eine wichtige Nebenstrasse ins Val Terbi ab.
Die Transjurane genannte Autobahn A16 verbindet seit dem 3. April 2017 nicht nur den Kanton Jura mit dem Schweizer Mittelland, sondern auch das Schweizer Autobahn- und Autostrassennetz mit dem französischen.
Die Stadt Delémont fungiert als Sackbahnhof der Eisenbahnlinie Basel-Biel. Am 25. September 1875 erhielt das Delsberger Becken mit der Strecke Basel-Delémont den Anschluss an das Eisenbahnnetz. Die Fortsetzung nach Moutier wurde am 16. Dezember 1876 eingeweiht, nachdem zwei Monate früher, am 15. Oktober 1876 bereits die Linie Delémont–Glovelier eröffnet worden war. Durch ein dichtes regionales Busnetz werden die Gemeinden des Delsberger Beckens, die keinen Bahnanschluss besitzen, an das Netz des öffentlichen Verkehrs angebunden.

## Geschichte
Das Gebiet des Delsberger Beckens kann auf eine sehr lange Siedlungstradition zurückblicken. Verschiedene Funde weisen auf bronzezeitliche Siedlungsplätze auf dem Roc de Courroux und bei Delémont hin; weitere Funde stammen aus der Eisenzeit. Zur Römerzeit verlief ein sekundärer Verkehrsweg durch das Talbecken. Wichtigste Siedlung war zu dieser Zeit vermutlich Vicques (heutiger Name vom lateinischen Wort vicus (Flecken) abgeleitet), wo die Fundamente eines grossen Gutshofs ausgegraben wurden. Auch bei Delémont, Develier und Boécourt wurden Überreste von römischen Gutshöfen gefunden.
Die eigentliche Besiedlung des Talbeckens erfolgte im 6. und 7. Jahrhundert. In diese Zeit fällt die Gründung von Delémont. Das Gebiet, das Sornegau genannt wurde, gehörte zum Grundbesitz der elsässischen Herzöge, während die kirchliche Hoheit bei der Abtei Moutier-Grandval lag. Durch eine Schenkung Rudolfs III. von Burgund wurde diese mitsamt ihren Ländereien im Jahr 999 dem Bischof von Basel unterstellt. Über verschiedene Herren gelangte der Sornegau im 12. Jahrhundert an die Herrschaft Ferrette (Pfirt) und 1271 durch Kauf an den Bischof von Basel. Damit besass das Fürstbistum Basel auch die weltliche Macht über dieses Gebiet.
Im Jahre 1289 verlieh der damalige Fürstbischof Peter Reich von Reichenstein Delémont das Stadtrecht. In der Folgezeit wurde Delémont befestigt, stieg damit zum zentralen Ort des Beckens auf, wurde bis zum Ende des Ancien Régime Mittelpunkt der fürstbischöflichen Herrschaft und Vogtei Delsberg und diente zeitweise als Sommerresidenz der Fürstbischöfe. Von 1793 bis 1815 gehörte das Delsberger Tal zu Frankreich und war anfangs Teil des Département Mont-Terrible, das 1800 mit dem Département Haut-Rhin verbunden wurde. Durch den Entscheid des Wiener Kongresses kam es 1815 an den Kanton Bern. Der Hauptteil des Delsberger Beckens gehörte fortan zum Amtsbezirk Delémont, sechs Gemeinden im südlichen Teil und im Val Terbi jedoch zum Amtsbezirk Moutier.
Schon im 16. Jahrhundert existierten einige Hammerwerke in der Talschaft. Einen starken wirtschaftlichen Aufschwung erfuhren verschiedene Dörfer des Delsberger Beckens ab etwa Mitte des 18. Jahrhunderts durch die gezielte Ausbeutung des Bohnerzes und die Eisenverhüttung. Im 19. Jahrhundert fasste auch die aus dem Neuenburger Jura eingeführte Uhrenindustrie Fuss. Weil für die Eisenverarbeitung sehr viel Holzkohle gebraucht wurde, wurde der Waldbestand in der Region stark dezimiert. Erst mit dem Anschluss an das Eisenbahnnetz um 1875 wurde die Holzkohle durch Steinkohle ersetzt und die weitere Ausbreitung der Metall- und Uhrenindustrie gefördert.
Verschiedene Vorkommnisse in der räumlich weit entfernten Berner Kantonsregierung liessen im Verlauf des 20. Jahrhunderts den Ruf nach einem eigenständigen Kanton Jura immer lauter werden. Delémont entwickelte sich zum Zentrum dieser Bewegung. In einer Volksabstimmung am 23. Juni 1974 entschieden sich die Bewohner des Bezirks Delémont klar für die Schaffung des neuen Kantons. Weil sich der Bezirk Moutier gegen die Abtrennung von Bern ausgesprochen hatte, erhielten seine Grenzgemeinden die Gelegenheit, im September 1975 nochmals für oder gegen die Abtrennung von Bern zu votieren. Die im Delsberger Becken gelegenen Ortschaften stimmten für die neue Kantonsgründung. Am 1. Januar 1979 wurde der Kanton Jura gegründet, Delémont zur Kantonshauptstadt erklärt, und die Gemeinden Châtillon, Rossemaison, Courrendlin, Courchapoix, Corban und Mervelier wechselten vom Bezirk Moutier zum Bezirk Delémont. Die Schaffung des neuen Kantons verlieh Delémont und dem gesamten Delsberger Becken neue wirtschaftliche Impulse.